# Ligne M2 du métro de Budapest
Pour les articles homonymes, voir M2.

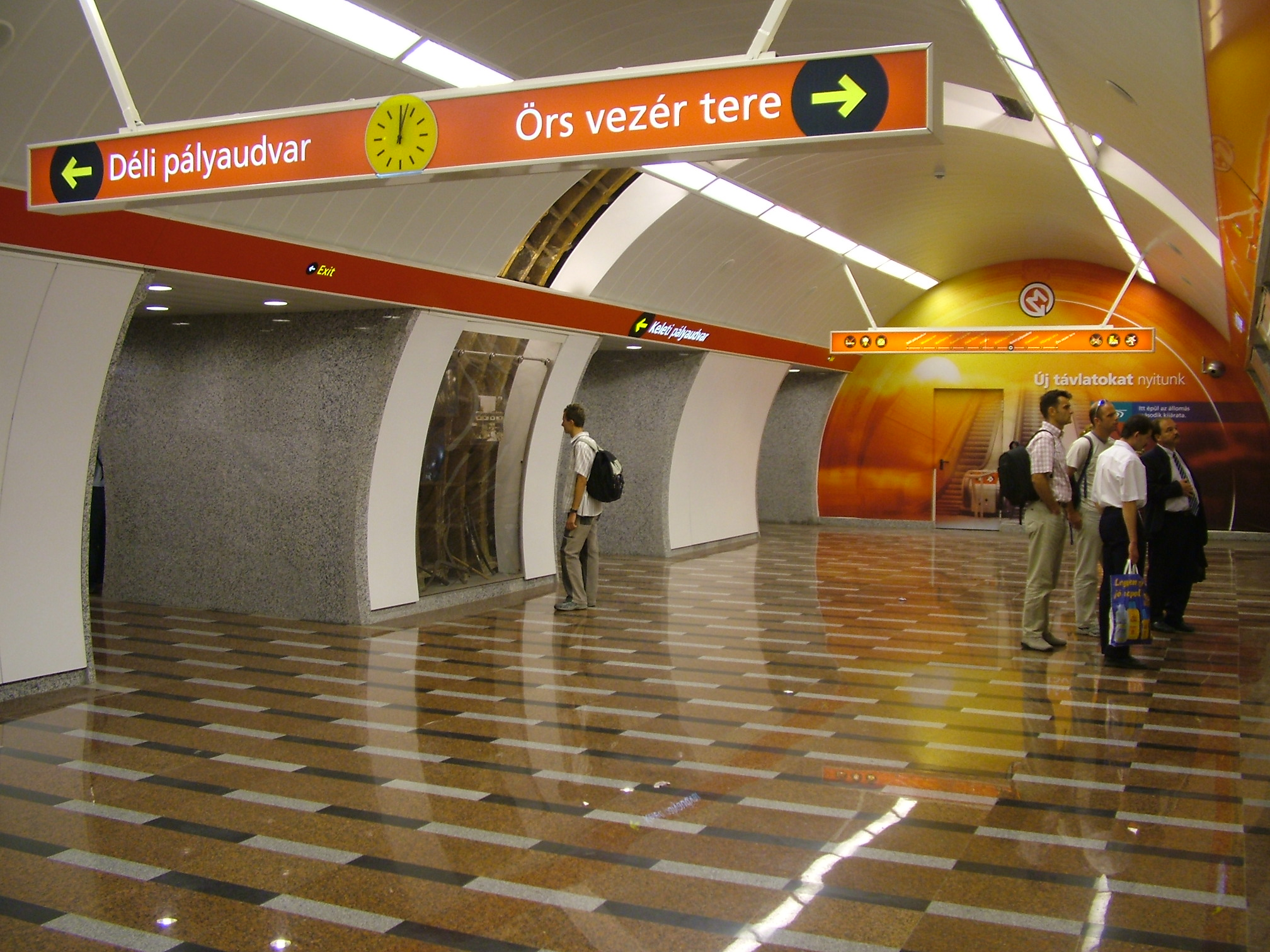
La station Keleti

La ligne M2 du métro de Budapest (en hongrois : Budapesti M2-es metróvonal) est l'une des quatre lignes du réseau métropolitain budapestois. Elle fut mise en service en 1970 et achevée en 1972.

## Historique
Devant le trafic grandissant des transports urbains et la saturation du réseau de tramway, le Conseil de la Ville et le ministère des Transports ont décidé en 1949 de travaux préliminaires pour une ligne de métro est-ouest qui doit relier les deux quartiers de Buda et de Pest séparé par le Danube. La construction de cette ligne débute en 1950 pour une ouverture prévue en 1954. La ligne devait être aux mêmes normes somptueuses des métros soviétiques avec des tunnels de 5,5 m de diamètre. Chacune des trois stations en tunnels ont un diamètre de 8,5 m et les quais sont de 120 m de longueur. Les gradients d’accélération et de décélération utilisés en station permettaient à la ligne d'être construite à une profondeur moyenne de 64 m sans que cela rende les stations trop inaccessibles. 
Cependant, en 1953, les ressources en main-d'œuvre et en matériel furent orientées dans l'industrie du bâtiment et le travail a été arrêté. Lorsque les travaux ont cessé, plus de 3 km de tunnel étaient terminés, ainsi que 70 % des tunnels circulant entre Stadion et Deak Ferenc et plus de 50 % des gares en tunnel, les travaux ayant débuté dans huit stations. Seuls des éléments de maintenance et les boucliers de protection des tunnels furent conservés dans les tunnels qui servirent d’entrepôts alimentaires.
Quand le travail reprit dix ans plus tard en novembre 1963, le niveau de finition choisie fut plus économique et utilitaire, avec une utilisation du béton armé (au lieu d’acier) pour certaines sections de tunnel. Le diamètre interne des tunnels en béton est réduit à 5 m.
Le premier tronçon est sous la surface sur 1 km, dans un tunnel rectangulaire en béton armé (tranchée couverte) peu profond pour 1,2 km, qui comprend la station Stadion. Les 7,8 km restants et 8 stations sont dans un tunnel de niveau profond. La profondeur moyenne est de 20 – 25 m. Pour 2 km, jusqu'à la Place Baross et un peu au-delà, le sol est constitué de couches de sable et d'argile contenant beaucoup d'eau, et les tunnels ont été construits par un bouclier sous des pressions d'air. La station Place Baross est située à 30 m de profondeur. 
La conception générale du métro est marquée par l'influence soviétique. Les escaliers mécaniques et le matériel roulant, par exemple, sont d'origine russe. La conception des gares et de leurs abords est toutefois de conception hongroise, plus fonctionnelle.

## Caractéristiques

### Tracé
La seconde ligne du métro de Budapest, 10,5 km, 11 stations, fut ouverte en deux étapes, les 5,5 premiers kilomètres, de la rue Feher jusqu'à la place Deak Ferenc, soit 7 stations, le 2 avril 1970, les autres 5 km, de la place Deak Ferenc jusqu’à la gare ferroviaire du sud, soit 4 stations, en 1972. 
La ligne 2 fut reconstruite par étapes entre 2003 et 2007,.

### Stations
|  |   |  | Station               | Desserte                                  | Correspondances                                                                                           |
|  | - |  | --------------------- | ----------------------------------------- | --- |
|  | o |  | Örs vezér tere        | 10e arr., 14e arr.                        | 3 62 62A 80 81 82 10 31 32 44 45 67 85 85E 97E 131 144 161 161A 161E 168E 169E 174 176E 231 244 276E 277  |
|  | • |  | Pillangó utca         | 10e arr., 14e arr.                        | 10 |
|  | o |  | Puskás Ferenc Stadion | 8e arr., 10e arr., 14e arr. Gare routière | 1 1M 75 77 80 95 130 195                                                                                  |
|  | o |  | Keleti pályaudvar     | 7e arr., 8e arr. Gare ferroviaire         | 23 24 73 76 78 79 80 5 7 7E 8E 20E 30 30A 107 108E 110 112 133E 230 80a 120a                              |
|  | o |  | Blaha Lujza tér       | 7e arr., 8e arr.                          | 4 6 28 28A 37 37A 62 74 5 7 7E 8E 99 107 108E 110 112 133E 217E                                           |
|  | o |  | Astoria               | 5e arr., 7e arr., 8e arr.                 | 47 48 49 72 74 5 7 7E 8E 9 107 108E 110 112 133E                                                          |
|  | o |  | Deák Ferenc tér       | 5e arr., 6e arr., 7e arr.                 | 47 48 49 72 9 16 105 178 210 210B 216 100E ↔ Aéroport                                                     |
|  | o |  | Kossuth Lajos tér     | 5e arr.                                   | 2 2B 23 70 78 15                                                                                          |
|  | o |  | Batthyány tér         | 1er arr., 2e arr.                         | 19 41 11 39 111                                                                                           |
|  | o |  | Széll Kálmán tér      | 2e arr. Gare routière                     | 4 6 17 56 56A 59 59A 59B 61 5 16 16A 21 21A 22 22A 39 91 102 116 128 129 139 140 140A 149 155 156 221 222 |
|  | o |  | Déli pályaudvar       | 1er arr., 12e arr. Gare ferroviaire       | 17 56 56A 59 59A 59B 61 21 21A 39 102 139 140 140A 221 1 30a 40a                                          |

### Matériel roulant
La ligne M2 fut d'abord exploitée avec 20 trains de 5 véhicules de fabrication soviétique de la série Ev construits entre 1968 et 1972 auxquels s'ajoutèrent 19 trains de 5 véhicules de même fabrication série Ev3 construits entre 1975 et 1979, puis 31 trains de 6 véhicules de la série 81-717/714 construits entre 1980 et 1991 et enfin 10 véhicules additionnels en 1998. Les véhicules de 1968-1972 furent mis au rebut en 2013. Les véhicules de 1975-1979 ainsi que les véhicules de 1981-1991 et ceux de 1998 furent transférés sur la ligne M3 en 2013. Certains de ces trains furent mis au rebut mais 222 véhicules furent complètement rénovés en 2016-2018 par la société Metrowagonmash formant maintenant 37 trains de 6 véhicules.
La ligne M2 est exploitée depuis 2012 avec 22 trains de 5 véhicules de type Alstom Metropolis construits entre 2008 et 2012 principalement à Chorzów en Pologne.